# Christiane Krause
Christiane Krause (poročena Stallasch in Todd), nemška atletinja, * 14. december 1950, Zahodni Berlin, Zahodna Nemčija.
Nastopila je na poletnih olimpijskih igrah leta 1972, kjer je osvojila naslov olimpijske prvakinje v štafeti 4x100 m, nastopila je tudi v teku na 200 m, kjer se je uvrstila v polfinale.